# Circonolita
La circonolita es un mineral de la clase de los minerales óxidos. Fue descubierta en 1956 en la península de Kola, en el óblast de Múrmansk (Rusia), siendo nombrada así por su alto contenido en circonio.

## Características químicas
Es un óxido anhidro multimetálico de calcio, itrio, circonio, titanio, magnesio y aluminio. Además de los elementos de su fórmula, suele llevar como impurezas: hierro, niobio, cerio, torio, tantalio, etc.
Posee tres politipos, de igual fórmula química pero que cristalizan distinto:
- Circonolita-2M, del sistema cristalino monoclínico
- Circonolita-3O, del sistema cristalino ortorrómbico
- Circonolita-3T, del sistema cristalino trigonal

Sin embargo, la estructura cristalina que presenta es metamíctico, es decir, tiene forma externa de cristal pero un análisis de difracción de rayos X muestra que su interior es amorfo, al parecer debido a que la circonolita suele formarse junto a minerales radiactivos del uranio y del torio que la destruyen.
La múltiple variedad de elementos químicos que puede tener y de estructuras hace suponer que se trata de cinco hipotéticas series de solución sólida, siendo los politipos determinados los extremos de estas series.

## Formación y yacimientos
Aparece en rocas pegmatitas en gabro, rocas alcalinas de tipo carbonatita, kimberlita, sienitas, sanidinas. Más raramente en rocas ultramáficas y como mineral de rocas detríticas.
Suele encontrarse asociado a otros minerales como: apatito, clinohumita, flogopita, richterita, pirocloro, baddeleyita, perovskita, titanita, pirrotita o calcita.